# Liste des compagnies aériennes en Corée du Sud
Voici une liste des compagnies aériennes opérant actuellement en Corée du Sud.

## Compagnies aériennes actives
| Compagnie aérienne | Image | OACI | IATA | Indicatif d'appel | Base                                                             | Début | Alliance           | Remarques                          |
| ------------------ | ----- | ---- | ---- | ----------------- | ---------------------------------------------------------------- | ----- | ------------------ | ---------------------------------- |
| Aero_K             |       | EOK  | RF   | AEROHANGUK        | Aéroport international de Cheongju                               | 2021  |                    | ,                                  |
| Air Busan          |       | ABL  | BX   | AIR BUSAN         | Aéroport international de Gimhae                                 | 2008  |                    | Filiale Asiana Airlines            |
| Air Séoul          |       | ASV  | RS   | AIR SEOUL         | Aéroport international d'Incheon                                 | 2016  |                    | Filiale Asiana Airlines            |
| Asiana Airlines    |       | AAR  | OZ   | ASIANA            | Aéroport international de Gimpo Aéroport international d'Incheon | 1988  | Star Alliance      |                                    |
| Eastar Jet         |       | ESR  | ZE   | EASTARJET         | Aéroport international de Gimpo                                  | 2009  | Alliance U-FLY     |                                    |
| Fly Gangwon        |       | FGW  | 4H   | GANGWON           | Aéroport international de Yangyang                               | 2019  |                    |                                    |
| Hi Air             |       | HGG  | 4V   | HI AIR            | Aéroport d'Ulsan                                                 | 2019  |                    |                                    |
| Jeju Air           |       | JJA  | 7C   | JEJU AIR          | Aéroport international de Jeju Aéroport international d'Incheon  | 2005  | Alliance de valeur | Membre fondateur de Value Alliance |
| Jin Air            |       | JNA  | LJ   | JIN AIR           | Aéroport international de Gimpo Aéroport international d'Incheon | 2008  |                    | Filiale Korean Air                 |
| Korean Air         |       | KAL  | KE   | KOREANAIR         | Aéroport international de Gimpo Aéroport international d'Incheon | 1969  | SkyTeam            | Membre fondateur de SkyTeam        |
| T'way Air          |       | TWB  | TW   | TEEWAY            | Aéroport international de Gimpo                                  | 2004  |                    | Ancien Hansung Air                 |

## Compagnies aériennes cargo
| Compagnie aérienne    | Image | OACI | IATA | Indicatif d'appel | Base                                                             | A commencé les opérations | Alliance      | Remarques                         |
| --------------------- | ----- | ---- | ---- | ----------------- | ---------------------------------------------------------------- | ------------------------- | ------------- | --------------------------------- |
| Air Incheon           |       | AIH  | KJ   | AIR INCHEON       | Aéroport international d'Incheon                                 | 2013                      |               |                                   |
| Asiana Airlines Cargo |       | AAR  | OZ   | ASIANA            | Aéroport international de Gimpo Aéroport international d'Incheon | 1988                      |               |                                   |
| Korean Air Cargo      |       | KAL  | KE   | KOREANAIR         | Aéroport international de Gimpo Aéroport international d'Incheon | 1962                      | SkyTeam Cargo | Membre fondateur de SkyTeam Cargo |

## Futures compagnies aériennes
| Compagnie aérienne | Image | OACI | IATA | Indicatif d'appel | Base                             | Commence les opérations | Alliance | Remarques |
| ------------------ | ----- | ---- | ---- | ----------------- | -------------------------------- | ----------------------- | -------- | --------- |
| Air Premia         |       | APZ  | YP   | AIRPREMIA         | Aéroport international d'Incheon | 2021                    |          | [ 4 ]     |

## Voir également
- Liste des anciennes compagnies aériennes de Corée du Sud
- Liste des aéroports de Corée du Sud
  - Liste des compagnies aériennes
  - Liste des compagnies aériennes en Asie
  - Compagnies aériennes interdites d'exploitation dans l'Union européenne
  - Liste des compagnies aériennes disparues en Asie
  - Liste des compagnies aériennes en Europe